# Fritz Noether

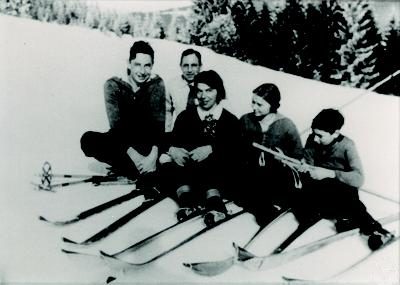
De izquierda a derecha: Hermann, Fritz y Regine Noether, Lotte y Gottfried Heisig, c. 1930-31 en las Montañas de los Gigantes.

Fritz Alexander Ernst Noether (Erlangen, Imperio alemán, 7 de octubre de 1884-Oriol, Unión Soviética, 10 de septiembre de 1941) fue un reputado matemático alemán, arrestado en la Unión Soviética y ejecutado por el NKVD.

## Biografía
Su padre era Max Noether, matemático y profesor en la Universidad de Erlangen. Su hermana mayor era la destacada matemática Emmy Noether. Su hijo mayor fue el químico Herman D. Noether, y su segundo hijo el matemático Gottfried Noether.
Fritz Noether fue también matemático. Tras prohibírsele trabajar como matemático en la Alemania nazi por ser judío, se trasladó a la Unión Soviética, donde fue nombrado profesor en la Universidad Estatal de Tomsk.
En noviembre de 1937, durante la Gran Purga, fue arrestado en su casa de Tomsk por el NKVD. El 23 de octubre de 1938, Noether fue condenado a 25 años de prisión por cargos de espionaje y sabotaje. Durante los siguientes años cumplió condena en distintas cárceles. El 8 de septiembre de 1941, el Colegio Militar de la Corte Suprema de la Unión Soviética le condenó a muerte acusado de propaganda antisoviética. Entre las personalidades que reclamaron su liberación se encontraba el físico y matemático Albert Einstein. Fue fusilado en Oriol el 10 de septiembre de 1941, en la conocida como matanza del bosque de Medvedev. Se desconoce dónde fue enterrado, pero tiene una placa en su memoria en el cementerio de Gengenbach, en Alemania, junto a la tumba de su esposa.
Su hijo menor, Gottfried E. Noether, estadístico en Estados Unidos, es autor de una breve biografía de Fritz.
El 22 de diciembre de 1988, el pleno de la Corte Suprema de la Unión Soviética resolvió que Fritz Noether había sido condenado sin fundamento y revocó su sentencia, rehabilitándolo.